# Església de Santa Cecília de Voltregà
L'Església de Santa Cecília de Voltregà és una obra barroca de Santa Cecília de Voltregà (Osona) inclosa a l'Inventari del Patrimoni Arquitectònic de Catalunya.

## Descripció
Església molt reformada, a la qual s'hi ha unit una casa de pagès a partir de 1950 (segons dates gravades a les llindes de les noves finestres o a l'arrebossat). Consta d'una superposició de cossos alts i coberts a doble vessant amb ceràmica verda. Els murs són de carreus de pedra sense polir i argamassa i està tota arrebossada amb morter de calç. Encara conserva en un dels cossos el dibuix d'unes arcuacions llombardes gravades al morter. La porta principal és de mig punt amb grans dovelles de pedra.

## Història
L'església de Santa Cecília és el nucli principal del poble i forma part d'un conjunt religiós format per l'església i el cementiri. La seva funcionalitat ha continuat fins als nostres dies, malgrat l'estructura de l'església hagi sofert moltes transformacions, resultant un conjunt de cossos juxtaposats i totalment eclèctic.